# Sophie Aldred
Sophie Aldred, née le 20 août 1962 à Greenwich, est une actrice et présentatrice de télévision britannique, principalement connue pour avoir joué le rôle d'Ace dans la série télévisée de science fiction Doctor Who au cours des années 1980.

## Carrière

### Débuts
Sophie Aldred est née dans le quartier de Greenwich, mais a grandi dans le quartier de Blackheath dans le sud-est de Londres. Enfant, elle chante dans la chorale de l'église St James et va au collège de Blackheath de 1973 à 1980, avant de faire des études de théâtre à l'Université de Manchester. Elle est diplômée en 1983 et commence une carrière dans le théâtre pour enfants. Elle chante aussi dans des clubs pour hommes dans les alentours de Manchester.

### Doctor Who

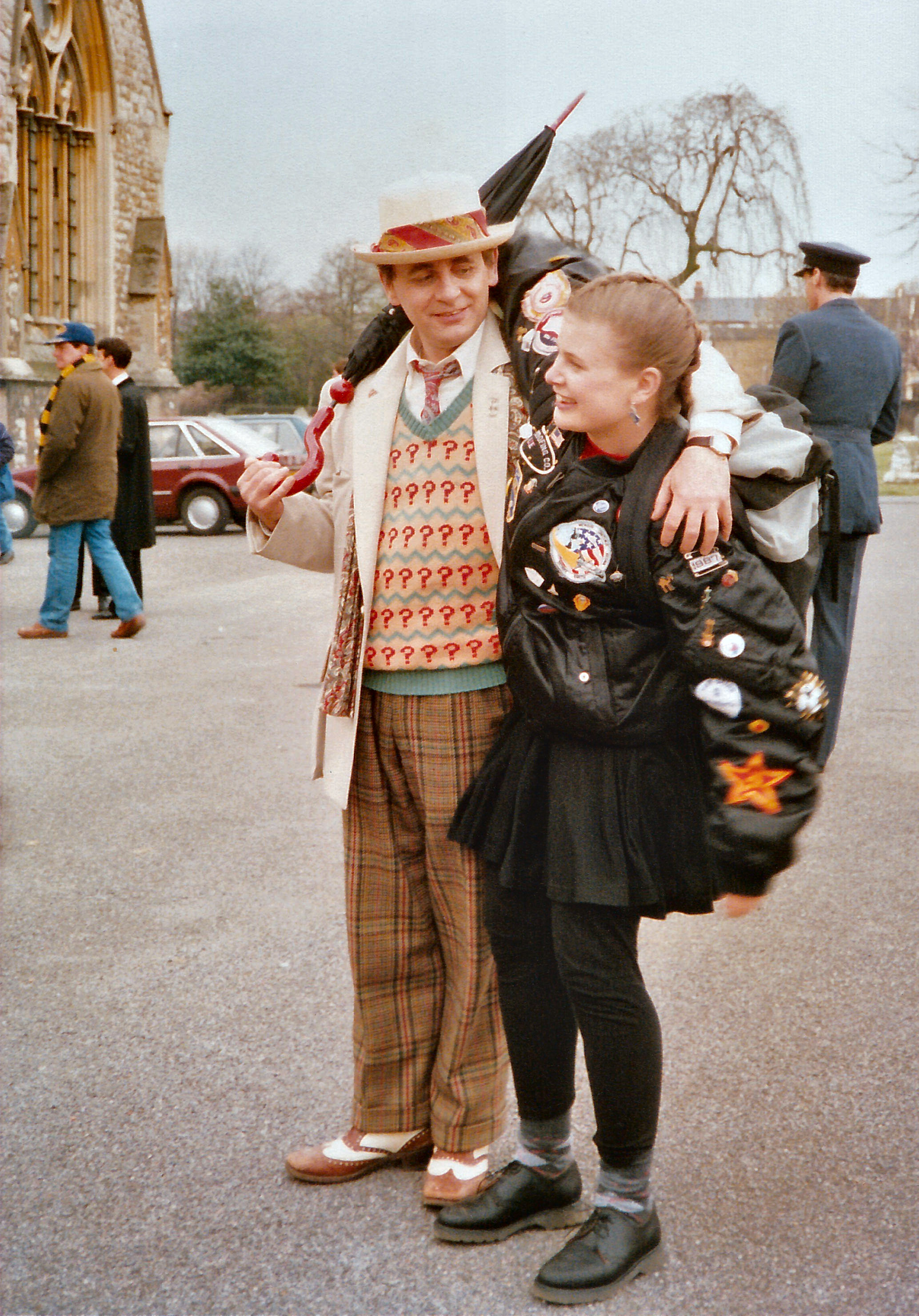
Sylvester McCoy et Sophie Alfred sur le tournage de Remembrance of the Daleks.

En 1987, elle est retenue pour le rôle d'Ace dans la série Doctor Who à partir du dernier épisode de la saison vingt quatre, Dragonfire. Elle tient le rôle de l'assistante du Docteur durant les neuf derniers épisodes de la série classique, qui s'arrête à la fin de l'année 1989. Elle joue en 1992 dans l'épisode More than a Messiah de la série The Stranger, une série en VHS mettant en scène Colin Baker, l'ancien acteur du Docteur et jouant d'une ambiguïté avec la série. Elle reprend le rôle en 1990 pour une émission de télévision Search Out Science et en 1993 pour l'épisode anniversaire Dimensions in Time. Elle le reprend aussi en 2000 dans de nombreuses pièces audiophoniques de la compagnie "Big Finish" aux côtés de Sylvester McCoy.
En novembre 2013, elle fait une apparition dans le court métrage comique du cinquantième anniversaire de la série, The Five(ish) Doctors Reboot.
En 2022, elle fait son retour dans la série Doctor Who à l'occasion de la diffusion de l'épisode spécial du 100ème anniversaire de la BBC, retrouvant son rôle de Ace.
En 2023, elle reprend son rôle de Ace dans un épisode de Tales of the TARDIS.

### Carrière post-Doctor Who

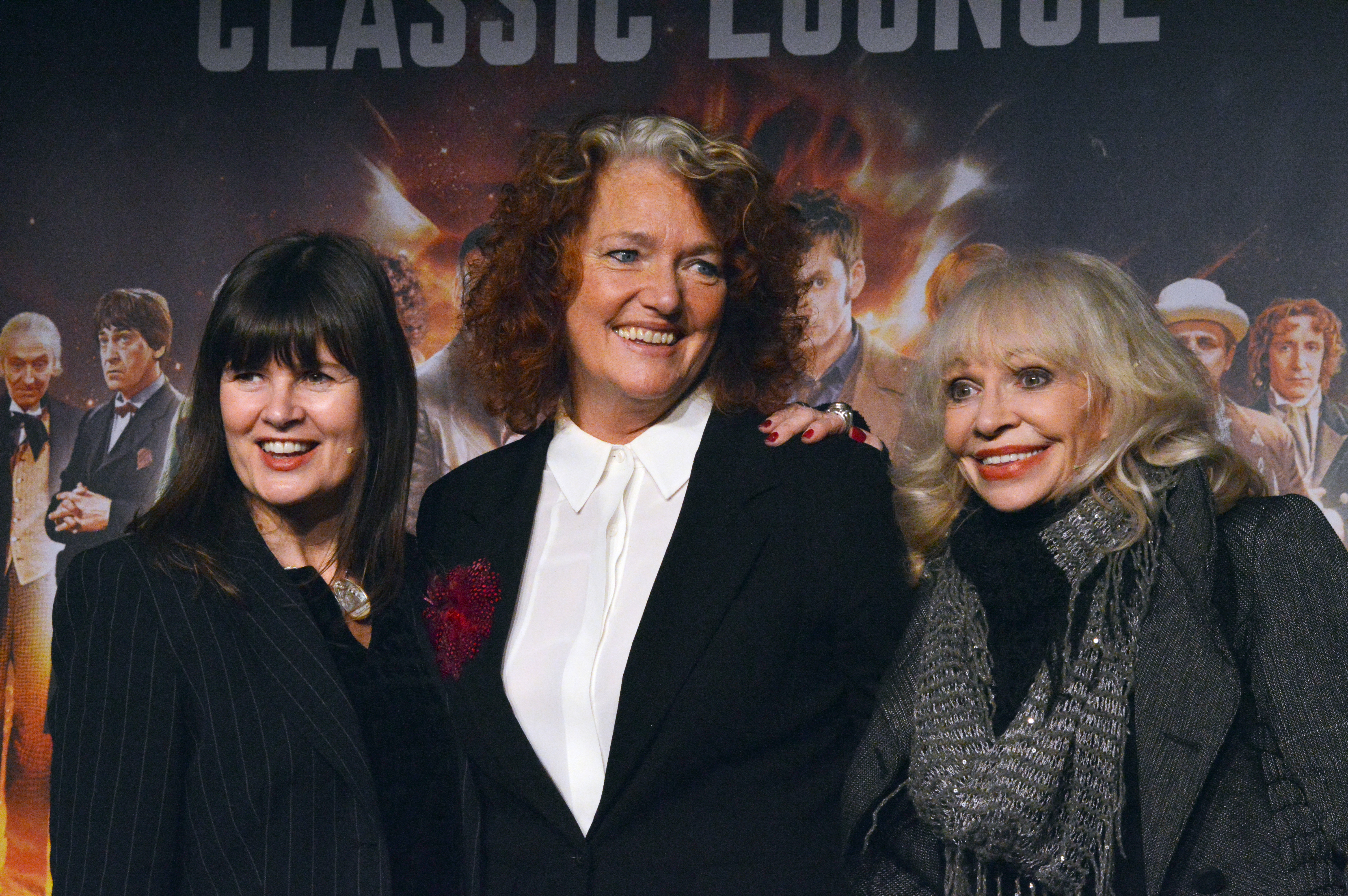
Sophie Alfred avec Louise Jameson et Katy Manning, autres actrices ayant incarné des compagnes du Docteur, à la Doctor Who Exibition de 2013.

Sophie Aldred tient ensuite de nombreux rôles en tant que présentatrice ou personnage secondaire de programmes éducatifs comme Corners, Melvin and Maureen's Music-a-grams (de 1992 à 1996), Tiny and Crew (1995 à 1999) et la série de la BBC Words and Pictures (depuis 1992). Elle joue aussi dans la série paranormale de CITV It's a Mystery en 1996, et tient le rôle de Minnie la Mini Magicienne dans la saison 8 de la série ZZZap! entre 1999 et 2001.
Parallèlement, elle présente et chante dans des émissions de la BBC Radio destinées aux écoles comme  Singing Together, Music Workshop, Time and Tune et Music Box. Elle joue à la radio et au théâtre. Durant les années 2000, elle travaille en tant que comédienne de doublage et fait des voix pour des dessins animés comme Bob le bricoleur, Sergeant Stripes ou Dennis & Gnasher. En 2012, Sophie Aldred est la voix de Tom dans la série de la CBeebies Tree Fu Tom aux côtés de l'acteur David Tennant connu pour avoir lui aussi joué le Docteur dans la série Doctor Who.

### Autres travaux
Elle co-écrit en 1996 un livre autour de son personnage dans Doctor Who Ace, The Inside Story of the End of An Era avec Mike Tucker, publié par Virgin Publishing.

## Vie personnelle
Le 12 juillet 1997, elle épouse le présentateur de télé Vince Henderson. Le couple aura deux enfants, Adam et William.